# 桜井昌司
桜井 昌司（さくらい しょうじ、1947年1月24日 - 2023年8月23日）は、布川事件の元被告人・社会運動家。

## 経歴・人物
栃木県塩谷郡塩谷村（現在の塩谷町）生まれ。1962年4月、茨城県立竜ヶ崎第一高等学校に入学するが、同年9月に中退。その後いくつかの職を転々とした。
1967年8月30日、茨城県北相馬郡利根町布川で強盗殺人事件（布川事件）が発生。同年10月、窃盗容疑で別件逮捕。知人の杉山卓男と共に強盗殺人罪で起訴され、1978年無期懲役が確定した。1983年、獄中から第一次再審請求を行ったが、1992年に棄却された。
1996年11月12日、杉山が仮釈放で出所し、11月14日に桜井が仮釈放で出所した。収監の期間は29年に及んだ。
土木建築会社に勤務しながら、第二次再審請求に向けて活動した。1999年7月、支援者と結婚。2001年12月、日本弁護士連合会と日本国民救援会の支援を受け、杉山と連名で水戸地方裁判所土浦支部に第二次再審請求を申し立てた。 2005年9月、同地裁支部で再審開始が決定。検察の即時抗告があったが、2008年7月、東京高等裁判所は再審開始決定を支持し即時抗告を棄却。検察が特別抗告したが、2009年12月、最高裁判所第二小法廷はこれを棄却、再審開始が確定した。2011年5月、水戸地裁土浦支部で杉山とともに強盗殺人罪の無罪判決（別件で窃盗罪や暴行罪について懲役2年・執行猶予3年）、水戸地方検察庁は控訴を断念し、同年無罪が確定した。
服役中に詩を書き、雑誌への投稿もしていた。それを読んだ声楽家の佐藤光政が面会に来て、作曲を勧められた。刑務所の音楽クラブに加入、自作の詩に曲を付け佐藤に郵送して添削を受けた。千葉刑務所収監中に200編近い詩作と作曲をした。仮釈放後、著書『壁のうた : 無実の二十九年・魂の記録 : 獄中詩集』（高文研、2001年、コンパクトディスク付きで2011年再刊）を刊行した。
2013年には署名活動も行い、冤罪を訴える活動の支援や容疑者取り調べの可視化を求める活動に取り組んだ。2018年8月、冤罪被害当事者による全国団体「えん罪被害者の会」を結成をした。
桜井はテレビ東京が2019年9月27日18時55分から放送した「0.1％の奇跡！逆転無罪ミステリー【実録…やってないのに逮捕】衝撃冤罪4連発」に出演し「29年の冤罪投獄の刑事補償として1億3000万円を支給された。しかし20歳から服役していて年金保険料を納付していないから年金受給資格が無いので年金は支給されていない」と語った。
2023年1月11日、第37回東京弁護士会人権賞を受賞した。
2023年8月23日午前10時半ごろ、直腸がんのため水戸市内の水戸済生会総合病院にて死去。76歳没。妻は「夫は『再審法の改正を実現させたい』と言いながら活動していたが、あと少しのところで亡くなってしまった。えん罪被害を支援する活動などで、やっと最近、社会が再審法の改正に共感するようになってきた。最後の最後まで戦い切ったと思う」と語った。また、20年以上の交流があるという袴田さんの姉のひで子さんは「元気なときの姿を知っていますし、活動に復帰すると言っていたので、亡くなったことが信じられず、本当に残念です」「再審法の改正を目指していた桜井さんの遺志を私たちが引き継いで頑張っていくしかない。今はゆっくりと休んでほしいです」と話した。

## 出演
- ドキュメンタリー映画『ショージとタカオ』2010年[10]
- ドキュメンタリー映画『獄友』2017年[11]
- ETV特集「獄友たちの日々」（2017年、NHK Eテレ）[12]
- 丸山ゴンザレスの裏社会ジャーニー【国家の闇】裁判で明らかになった警察の闇が恐ろしすぎる
- 逆転人生 2021年11月22日22時NHK総合放送